# Kermadecöarna

Nya Zeelands flagga

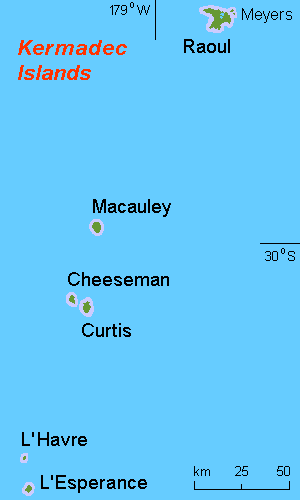
karta över Kermadecöarna

Kermadecöarna (engelska Kermadec Islands eller Territory of Kermadec Islands) är en ögrupp i Stilla havet som tillhör Nya Zeeland.

## Geografi
Kermadecöarna ligger cirka 1 000 km nordöst om Nordön och lika långt sydöst om Tonga längs den västra kanten av Kermadecgraven. Huvudöns geografiska koordinater är 29°27′ S och 177°92′ Ö.
Ön är en grupp om 13 obebodda vulkanöar (förutom Raoul-ön där några meteorologer bor på en permanent väderstation) och har en area om cirka 34 km². Den högsta höjden Mount Moumoukai på Raoul är på cirka 520 m ö.h.
De största öarna är
- Raoul-ön

huvudön, tidigare Sunday-ön, cirka 29 km², utanför ligger flera småöar, bland andra Meyers-öarna
- Macauley-ön

cirka 3 km², högsta höjden cirka 240 m ö.h., utanför ligger flera småöar bland andra Haszard och MacDonalds Rock
- Curtis-ön

cirka 0,4 km², högsta höjden cirka 140 m ö.h.
- Cheeseman-ön

cirka 0,2 km², 5 km från Curtis-ön
- L'Esperance Rock

tidigare French Rock, cirka 0,05 km², högsta höjden cirka 70 m ö.h.
- L'Havre Rock

över vattenytan endast vid ebb, 8 km från L'Esperance Rock
- en rad områden ännu under vattenyta med bland annat Brimstone och Monowai.

## Historia
Kermadecöarna beboddes troligen av Polynesier redan på 1400-talet. Macauley och Curtis upptäcktes visserligen redan 1780 av brittiske Lieutenant Watts men ögruppen i sin helhet upptäcktes  1793 av franske kapten Bruny d'Entrecasteaux och namngavs efter kaptenen Jean Michel Huon de Kermadec på fartyget "L’Esperance".
1837 gjordes de första försöken till bosättning och då fann man området obebott. Nya Zeeland annekterade området formellt 1886.
I december 1917 tillfångatogs Felix von Luckner här efter en tidigare rymning från ett krigsfångeläger.
Området förvaltas genom Nya Zeelands Department of Conservation) i Wellington och i november 1990 instiftades nationalparken Kermadec Islands Marine Reserve med en yta på cirka 7 480 km².
Området är vulkaniskt aktivt och senaste utbrottet skedde på Raoul 2006.